# Спытко III из Мельштына
Спытко III из Мельштына (1398 — 6 мая 1439) — польский шляхтич, каштелян бечский, участник гуситского движения.

## Биография
Младший сын Спытко II из Мельштына (ок. 1364—1399), каштеляна краковского и наместника Подолии, и венгерской дворянки Эльжбеты Лакфи (Лачкович) (ум. 1424). Старший брат — Ян (ум. 1429).
Когда Спытко был несовершеннолетним, польское правительство отобрало у Мельштынских Подолье (1403), замок и староство Кшепицкое (1404), замок Лянцкорону с окрестными сёлами (1410), Самборщину (ок. 1410).
После второго брака своей матери Эльжбеты с силезским князем Яном Зембицким (ум. 1428) братья Ян и Спытко внесли в приданое матери 2 тысячи гривен. После выхода замуж сестры Катаржины за князя Януша Мазовецкого (ок. 1382—1422) Ян и Спытко внесли в её приданое 5 тысяч гривен.
С 1414 года Спытко из Мельштына упоминается в документах как совершеннолетний.
Известная занимаемая должность — каштелян бечский. В 1436 году основал католический костёл в Ясене.
Спытко из Мельштына поддерживал попытки литовского князя Сигизмунда Корибутовича занять чешский королевский престол. С 1437 года он, будучи противником епископа краковского Збигнева Олесницкого, поддерживал контакты с чешскими гуситами. Вместе с князем Фёдором Острожским в конце 1438 года Спытко Мельштынский напал и ограбил имение краковского епископа — Ушевский ключ.
В 1439 году краковский епископ Збигнев Олесницкий организовал в Новом Корчине антигуситскую конфедерацию. 3 мая 1439 года Спытко из Мельштына захватил этот город и создал гуситскую конфедерацию. Однако вскоре большинство союзников покинули его. 6 мая того же года в битве под Гротниками на р. Нида Спытко из Мельштына был разбит и убит в сражении с войском Збигнева Олесницкого.

## Семья и дети
Жена — Беатриса из Шамотул герба «Наленч», дочь генерального старосты великопольского и каштеляна познанского Доброгоста Шамотульского
Дети:
- Ян (ум. 1474), рыцарь, затем монах-бернардинец в Тарнуве
- Спытко IV (ум. 1503/1504), дворянин королевский, каштелян завихостский (1486)
- Дорота, муж — маршалок надворный коронный Михаил Ласоцкий